# Uyeasound

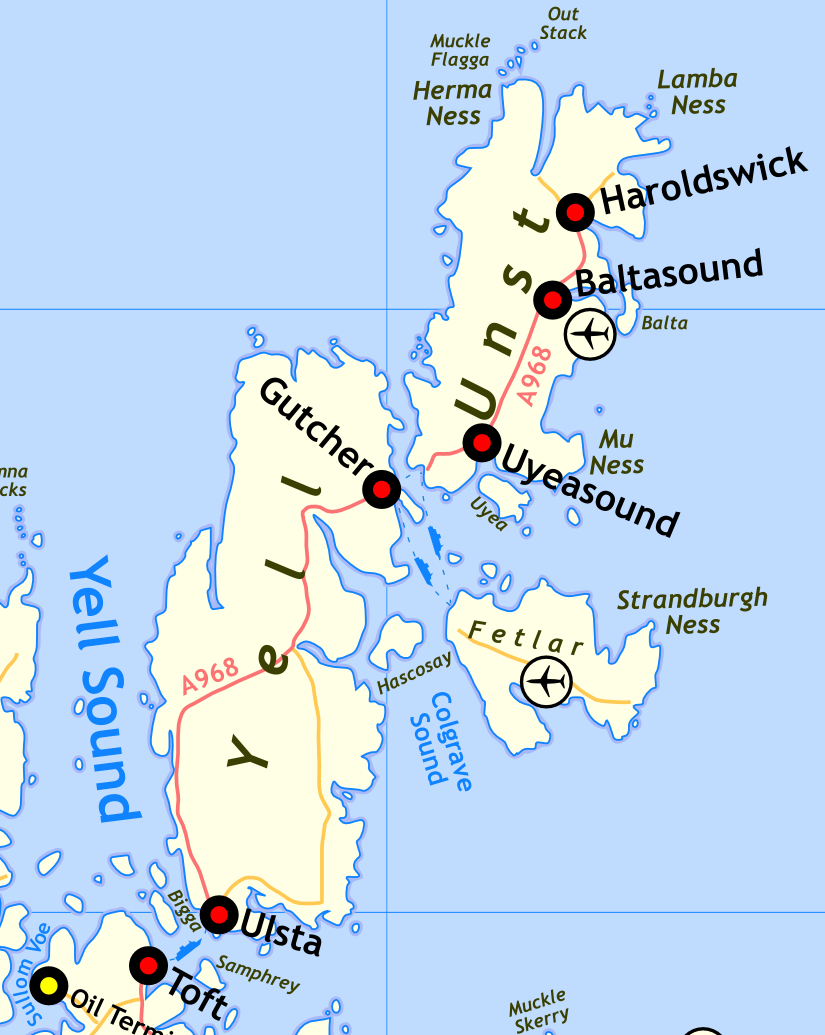
Der Ueyasound trennt den gleichnamigen Ort von Uyea

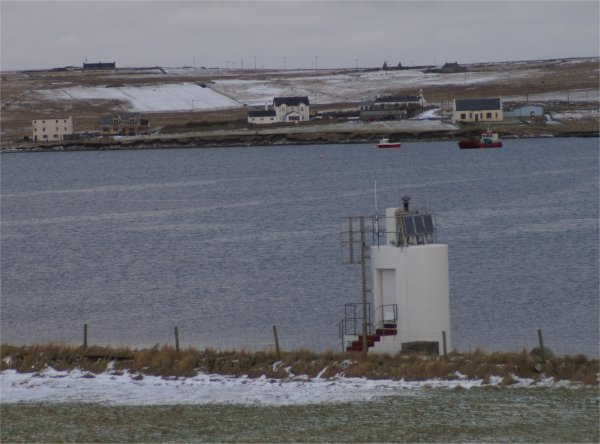
Blick vom Leuchtturm zur Hauptsiedlung mit Kirche und Schule

Uyeasound ist ein Ort mit etwa 100 Einwohnern an der Südküste der britischen Insel Unst, der nördlichsten bewohnten Insel im Archipel der Shetlandinseln.  Die Siedlung liegt an der gleichnamigen Meeresstraße zu der südlich gegenüber gelegenen, gut zwei Quadratkilometer großen Insel Uyea. Westlich der Ortschaft verläuft die A968, die einzige Nationalstraße der Insel, von der die B9084 direkt zum Siedlungskern an der Dorfhauptstraße East Road abzweigt.

## Sehenswürdigkeiten
Im Osten des Ortes in Uyeasound Eastside befindet sich das 1598 erbaute Muness Castle, die nördlichste Burg der britischen Inseln. Nahe der Burg gelegen befindet sich mit Uyeasound Kirk auch eine Kirche im Ort, die 1850 errichtet wurde. Die an der Kirche angebrachte Jahreszahl 1843 ist falsch. Zudem gibt es noch einen 1980 erbauten kleinen Leuchtturm im Westen der Ansiedlung. Nördlich des Sounds bei dem zu Uyeasound gehörenden Einzelgehöft Clivocast stehen der Menhir von Uyea Breck und der Menhir von Clivocast.